# Белль и Себастьян: Приключение продолжается
«Белль и Себастьян:Приключение продолжается» — французский художественный режиссёра Кристиана Дюгея, вышедший в 2015 году. Международное (английское) название: Belle & Sebastian: The Adventure Continues. Продолжение фильма 2013 года «Белль и Себастьян». В 2019 году вышло продолжение этого фильма — «Белль и Себастьян: Друзья навек».
В российский прокат фильм вышел в 2018 году.

## Награды
- 2017 — победа в номинации «Лучший детский фильм» на кинофестивале Minneapolis St. Paul International Film Festival, США[6].